# 陶起祖
陶起祖，《國榷》作陶玘祖，元朝铜陵（今安徽省铜陵市）人。
1357年五月初八日，常遇春率部將王敬祖等率军駐銅陵。元朝池州路總管陶起祖降附，言说城中兵勢寡弱可取之狀，常遇春于是謀取池州。陶起祖后官至同知，为敌军所执，仗义而死。